# Letra de imprensa

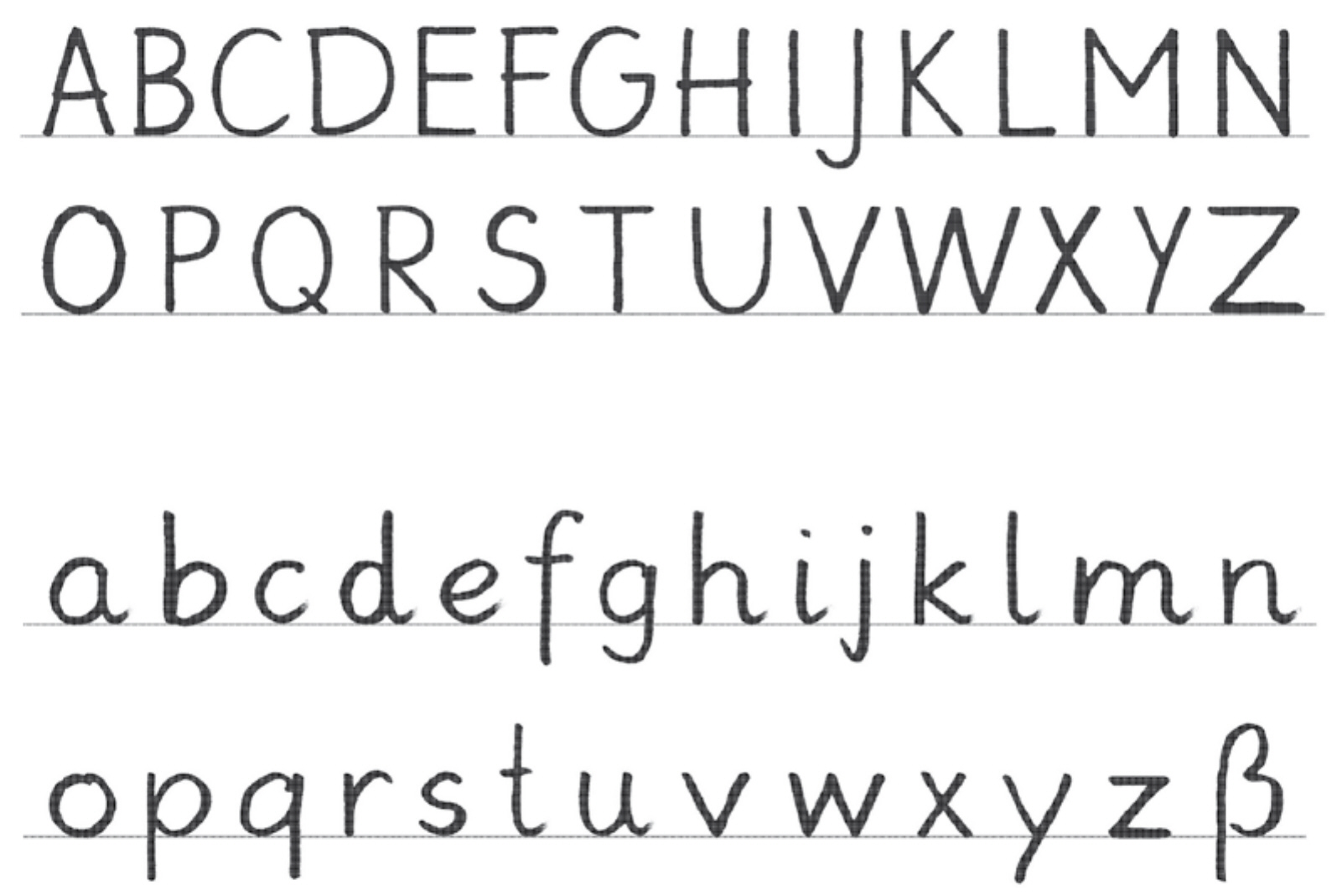
Letra de imprensa ensinada em Hamburgo, Alemanha (2011).

Letra de imprensa no estilo D'Nealian.

A letra de imprensa (também denominada letra bastão, letra de máquina ou letra de fôrma) é um tipo de escrita manuscrita dos alfabetos latino, grego e cirílico em que as letras não são ligadas umas às outras e cujo traçado corresponde, grosso modo, àquele dos caracteres tipográficos utilizados na imprensa. Opõe-se à escrita cursiva na qual as letras ligam-se umas às outras e cujo traçado é mais suscetível a características pessoais.
As letras de fôrma podem ter ou não serifas, que são pequenos traços visíveis em suas pontas. As fontes com serifa são chamadas de serifadas (como a Book Antiqua e Times New Roman) e as sem, de não serifadas ou sans-serif (como a Arial e Candara).